# Ridiculousness
Ridiculousness é um programa de comédia americano transmitido pela rede de televisão americana MTV, lançado a 29 de agosto de 2011 . O programa é apresentado por Rob Dyrdek acompanhado por Sterling  Brim e Chanel West Coast. O produtor do programa é Jeff Tremaine. 
Ridiculousness, apesar de seguir um formato televisivo muito comum, fá-lo de uma forma refrescante e ao mesmo tempo familiar: os episódios são divididos em secções, cada uma com um tema diferente (a introdução e contextualização dos temas é sempre dada por Rob), e os vídeos e clipes apresentados em cada respetiva secção seguem uma narrativa semelhante, reações parecidas, denominadores comuns. A presença de convidados especiais também é frequente, sendo-lhes muitas vezes dedicadas secções com temas dedicados relativos. Todos estes vídeos são também sempre acompanhados pelo comentário do trio de apresentadores, bem como as suas reações, gargalhadas e por vezes apenas camaradagem entre amigos. Um programa interativo, divertido, acessível, e universal, classifica-se muito acima dos seus programas 'compatriotas'.
Peritos classificam também Ridiculousness como uma espécie em vias de extinção, visto ser um dos poucos programas que ainda guarda um pouco do espírito rebelde de que a MTV tem perdido tão drasticamente nos últimos anos.
Na primeira metade da década de 2020, com o desinvestimento na MTV americana, a maior parte da sua emissão é constituída por episódios de Ridiculousness. Em junho de 2020, das 168 horas semanais de emissão da MTV original, 113 eram dedicadas a Ridiculousness. Desde outubro de 2015 que há maratonas do programa na MTV e na MTV2. Na MTV Portugal, embora a situação na seja tão extrema, também passam vários episódios do programa de Rob Dyrdek diariamente no canal. Em dezembro de 2022, eram emitidos dez episódios por dia de Ridiculousness na MTV Portugal.

## Produção
Em 10 de setembro de 2012, Ridiculousness foi renovada para uma terceira temporada de vinte episódio. A terceira temporada estreou em 14 de fevereiro de 2013, e incluiu um crossover com Jersey Shore quando Pauly D co-estrelou. A temporada viria a entrar em hiato em abril de 2013 e voltar no dia 18 de julho de 2013.
A sétima temporada estreou em 8 de Outubro de 2015.

## Episódios
| Temporada | Temporada | Episódios | Exibição original       | Exibição original      |
| Temporada | Temporada | Episódios | Estreia de temporada    | Final de temporada     |
| --------- | --------- | --------- | ----------------------- | ---------------------- |
|           | 1         | 16        | 29 de agosto de 2011    | 19 de dezembro de 2011 |
|           | 2         | 20        | 30 de abril de 2012     | 5 de novembro de 2012  |
|           | 3         | 20        | 14 de fevereiro de 2013 | 19 de setembro de 2013 |
|           | 4         | 21        | 2 de janeiro de 2014    | 3 de abril de 2014     |
|           | 5         | 18        | 10 de julho de 2014     | 30 de outubro de 2014  |
|           | 6         | 32        | 1 de janeiro de 2015    | 25 de junho de 2015    |
|           | 7         | 30        | 8 de outubro de 2015    | 30 de junho de 2016    |
|           | 8         | 30        | 7 de julho de 2016      | 27 de setembro de 2016 |
|           | 9         | 30        | 20 de janeiro de 2017   | 7 de abril de 2017     |

### 1ª Temporada (2011)
| N° serie | N° temp. | Convidado           | Data de exibição       |
| -------- | -------- | ------------------- | ---------------------- |
| 1        | 1        | Ryan O'Malley       | 29 de agosto de 2011   |
| 2        | 2        | Johnny Knoxville    | 5 de setembro de 2011  |
| 3        | 3        | Big Black           | 12 de setembro de 2011 |
| 4        | 4        | Travis Pastrana     | 19 de setembro de 2011 |
| 5        | 5        | The Dingo           | 26 de setembro de 2011 |
| 6        | 6        | Matthew Mounce      | 3 de outubro de 2011   |
| 7        | 7        | Jeff Tremaine       | 17 de outubro de 2011  |
| 8        | 8        | Matt Schlager       | 24 de outubro de 2011  |
| 9        | 9        | Chris "Drama" Pfaff | 31 de outubro de 2011  |
| 10       | 10       | Judd Leffew         | 7 de novembro de 2011  |
| 11       | 11       | Biker Fox           | 14 de novembro de 2011 |
| 12       | 12       | Dan Heaton          | 21 de novembro de 2011 |
| 13       | 13       | Ryan Dunn           | 28 de novembro de 2011 |
| 14       | 14       | Cole Hernandez      | 5 de dezembro de 2011  |
| 15       | 15       | The Dingo II        | 12 de dezembro de 2011 |
| 16       | 16       | Big Black II        | 19 de dezembro de 2011 |

### 2ª Temporada (2012)
| N° serie | N° temp. | Convidado                        | Data de exibição       |
| -------- | -------- | -------------------------------- | ---------------------- |
| 17       | 1        | Justin Bieber                    | 30 de abril de 2012    |
| 18       | 2        | Floyd Mayweather Jr.             | 7 de maio de 2012      |
| 19       | 3        | Sara Jean Underwood              | 14 de maio de 2012     |
| 20       | 4        | Quinton "Rampage" Jackson        | 21 de maio de 2012     |
| 21       | 5        | Duff Goldman                     | 28 de maio de 2012     |
| 22       | 6        | Jason Ellis                      | 7 de junho de 2012     |
| 23       | 7        | Chanel e Sterling                | 7 de junho de 2012     |
| 24       | 8        | Streetbike Tommy                 | 14 de junho de 2012    |
| 25       | 9        | Lil Jon                          | 20 de agosto de 2012   |
| 26       | 10       | Tyler the Creator & Taco Bennett | 27 de agosto de 2012   |
| 27       | 11       | Wiz Khalifa                      | 3 de setembro de 2012  |
| 28       | 12       | Kat Graham                       | 10 de setembro de 2012 |
| 29       | 13       | Vaughn Gittin Jr.                | 17 de setembro de 2012 |
| 30       | 14       | Chris Cole                       | 24 de setembro de 2012 |
| 31       | 15       | Big Cat                          | 1 de outubro de 2012   |
| 32       | 16       | The Bella Twins                  | 8 de outubro de 2012   |
| 33       | 17       | Chanel e Sterling II             | 15 de outubro de 2012  |
| 34       | 18       | TJ Lavin                         | 22 de outubro de 2012  |
| 35       | 19       | Gene & Pat Dyrdek                | 29 de outubro de 2012  |
| 36       | 20       | Wee Man & Preston Lacy           | 5 de novembro de 2012  |

### 3ª Temporada (2013)
| N° serie | N° temp. | Convidado             | Data de exibição        |
| -------- | -------- | --------------------- | ----------------------- |
| 37       | 1        | Pauly D               | 14 de fevereiro de 2013 |
| 38       | 2        | Mac Miller            | 21 de fevereiro de 2013 |
| 39       | 3        | Steve-O               | 28 de fevereiro de 2013 |
| 40       | 4        | Chanel e Sterling III | 7 de março de 2013      |
| 41       | 5        | Dana White            | 14 de março de 2013     |
| 42       | 6        | Bam Margera           | 21 de março de 2013     |
| 43       | 7        | Ryan Sheckler         | 28 de março de 2013     |
| 44       | 8        | Carmen Electra        | 4 de abril de 2013      |
| 46       | 10       | Riff Raff             | 18 de abril de 2013     |
| 47       | 11       | Dominic Monaghan      | 18 de julho de 2013     |
| 48       | 12       | A$AP Rocky            | 25 de julho de 2013     |
| 49       | 13       | Ray J                 | 1 de agosto de 2013     |
| 50       | 14       | Chanel e Sterling IV  | 8 de agosto de 2013     |
| 51       | 15       | Eddie Barbanell       | 15 de agosto de 2013    |
| 52       | 16       | Joanna Krupa          | 22 de agosto de 2013    |
| 53       | 17       | Chanel e Sterling V   | 29 de agosto de 2013    |
| 54       | 18       | Steve Aoki            | 5 de setembro de 2013   |
| 55       | 19       | Cody Simpson          | 12 de setembro de 2013  |
| 56       | 20       | Fantasy Factory Crew  | 19 de setembro de 2013  |

### 4ª Temporada (2014)
| N° serie | N° temp. | Convidado              | Data de exibição        |
| -------- | -------- | ---------------------- | ----------------------- |
| 57       | 1        | Nick Swardson          | 2 de janeiro de 2014    |
| 58       | 2        | Snoop Dogg             | 2 de janeiro de 2014    |
| 59       | 3        | Chanel e Sterling VI   | 9 de janeiro de 2014    |
| 60       | 4        | Jamie Lee              | 9 de janeiro de 2014    |
| 61       | 5        | Stevie Ryan            | 16 de janeiro de 2014   |
| 62       | 6        | Chanel e Sterling VII  | 23 de janeiro de 2014   |
| 63       | 7        | Mike Epps              | 26 de janeiro de 2014   |
| 64       | 8        | Michael B. Jordan      | 26 de janeiro de 2014   |
| 65       | 9        | Jenna Marbles          | 30 de janeiro de 2014   |
| 66       | 10       | Jackson Nicoll         | 6 de fevereiro de 2014  |
| 67       | 11       | Lil Duval              | 13 de fevereiro de 2014 |
| 68       | 12       | Chanel e Sterling VIII | 20 de fevereiro de 2014 |
| 69       | 13       | The Dudesons           | 27 de fevereiro de 2014 |
| 70       | 14       | Nyjah Huston           | 6 de março de 2014      |
| 71       | 15       | Lacey Chabert          | 9 de março de 2014      |
| 72       | 16       | Derek Hough            | 13 de março de 2014     |
| 73       | 17       | Chanel e Sterling IX   | 20 de março de 2014     |
| 74       | 18       | Tyga                   | 27 de março de 2014     |
| 75       | 19       | Guy Fieri              | 27 de março de 2014     |
| 76       | 20       | Harley Morenstein      | 31 de março de 2014     |
| 77       | 21       | Chanel e Sterling X    | 3 de abril de 2014      |

### 5ª Temporada (2014)
| N° serie | N° temp. | Convidado                     | Data de exibição       |
| -------- | -------- | ----------------------------- | ---------------------- |
| 78       | 1        | Chrissy Teigen                | 10 de julho de 2014    |
| 79       | 2        | Eddie Huang                   | 17 de julho de 2014    |
| 80       | 3        | David Spade                   | 24 de julho de 2014    |
| 81       | 4        | Chanel e Sterling XI          | 31 de julho de 2014    |
| 82       | 5        | Maria Menounos                | 7 de agosto de 2014    |
| 83       | 6        | David Arquette                | 14 de agosto de 2014   |
| 84       | 7        | Larry King                    | 21 de agosto de 2014   |
| 85       | 8        | Chanel e Sterling XII         | 28 de agosto de 2014   |
| 86       | 9        | Danny Way                     | 4 de setembro de 2014  |
| 87       | 10       | Paul Rodriguez                | 11 de setembro de 2014 |
| 88       | 11       | Kylie Jenner & Kendall Jenner | 18 de setembro de 2014 |
| 89       | 12       | French Montana                | 25 de setembro de 2014 |
| 90       | 13       | Chanel e Sterling XIII        | 2 de outubro de 2014   |
| 91       | 14       | Sage Kotsenburg               | 9 de outubro de 2014   |
| 92       | 15       | Chanel Iman                   | 16 de outubro de 2014  |
| 93       | 16       | 100th Episode Special         | 23 de outubro de 2014  |
| 94       | 17       | Chanel e Sterling XIV         | 30 de outubro de 2014  |
| 95       | 18       | Nate Robinson                 | 30 de outubro de 2014  |

### 6ª Temporada (2015)
| N° serie | N° temp. | Convidado               | Data de exibição        |
| -------- | -------- | ----------------------- | ----------------------- |
| 96       | 1        | Ne-Yo                   | 1 de janeiro de 2015    |
| 97       | 2        | Chanel e Sterling XV    | 1 de janeiro de 2015    |
| 98       | 3        | Jagger Eaton            | 8 de janeiro de 2015    |
| 99       | 4        | Lyndie Greenwood        | 8 de janeiro de 2015    |
| 100      | 5        | Tanner Foust            | 15 de janeiro de 2015   |
| 101      | 6        | Mr. Rochelle            | 15 de janeiro de 2015   |
| 102      | 7        | YG                      | 22 de janeiro de 2015   |
| 103      | 8        | Chanel e Sterling XVI   | 22 de janeiro de 2015   |
| 104      | 9        | Chanel e Sterling XVII  | 29 de janeiro de 2015   |
| 105      | 10       | Future                  | 29 de janeiro de 2015   |
| 106      | 11       | Smosh                   | 5 de fevereiro de 2015  |
| 107      | 12       | Danny Brown             | 12 de fevereiro de 2015 |
| 108      | 13       | Chanel e Sterling XVIII | 19 de fevereiro de 2015 |
| 106      | 14       | Rick Ross               | 26 de fevereiro de 2015 |
| 110      | 15       | Nina Agdal              | 5 de março de 2015      |
| 111      | 16       | Chanel e Sterling XIX   | 12 de março de 2015     |
| 112      | 17       | Eric Andre              | 19 de março de 2015     |
| 113      | 18       | Brooks Wheelan          | 26 de março de 2015     |
| 114      | 19       | Prince Fielder          | 2 de abril de 2015      |
| 115      | 20       | Juicy J                 | 9 de abril de 2015      |
| 116      | 21       | Tyler Posey             | 16 de abril de 2015     |
| 117      | 22       | Prom Edition            | 23 de abril de 2015     |
| 118      | 23       | Nick Swisher            | 30 de abril de 2015     |
| 119      | 24       | Chanel e Sterling XX    | 7 de maio de 2015       |
| 120      | 25       | Iliza Shlesinger        | 14 de maio de 2015      |
| 121      | 26       | Dr. Drew Pinsky         | 21 de maio de 2015      |
| 122      | 27       | LeSean McCoy            | 28 de maio de 2015      |
| 123      | 28       | Dan Bilzerian           | 4 de junho de 2015      |
| 124      | 29       | Travis Mills            | 11 de junho de 2015     |
| 125      | 30       | Chanel West Coast       | 18 de junho de 2015     |
| 126      | 31       | Susanne Daniels         | 25 de junho de 2015     |
| 127      | 32       | The Fat Jewish          | 25 de junho de 2015     |

### 7ª Temporada (2015)
| N° serie | N° temp. | Convidado               | Data de exibição        |
| -------- | -------- | ----------------------- | ----------------------- |
| 128      | 1        | 50 Cent                 | 8 de outubro de 2015    |
| 129      | 2        | Action Bronson          | 15 de outubro de 2015   |
| 130      | 3        | Mac Miller II           | 22 de outubro de 2015   |
| 131      | 4        | Chanel e Sterling XXI   | 29 de outubro de 2015   |
| 132      | 5        | Andy Bell               | 5 de novembro de 2015   |
| 133      | 6        | Machine Gun Kelly       | 12 de novembro de 2015  |
| 134      | 7        | Dude Perfect            | 19 de novembro de 2015  |
| 135      | 8        | Charlotte McKinney      | 3 de dezembro de 2015   |
| 136      | 9        | Chanel e Sterling XXII  | 10 de dezembro de 2015  |
| 137      | 10       | Robbie Maddison         | 17 de dezembro de 2015  |
| 138      | 11       | Chanel e Sterling XXIII | 7 de janeiro de 2016    |
| 139      | 12       | Paige                   | 14 de janeiro de 2016   |
| 140      | 13       | Steelo Brim             | 21 de janeiro de 2016   |
| 141      | 14       | Travis Scott            | 28 de janeiro de 2016   |
| 142      | 15       | Jordin Sparks           | 4 de fevereiro de 2016  |
| 143      | 16       | Chanel e Sterling XXIV  | 11 de fevereiro de 2016 |
| 144      | 17       | Diplo                   | 18 de fevereiro de 2016 |
| 145      | 18       | Ryan Villopoto          | 25 de fevereiro de 2016 |
| 146      | 19       | Tyler Farr              | 3 de março de 2016      |
| 147      | 20       | Chris Pontius           | 10 de março de 2016     |
| 148      | 21       | Chase Elliott           | 2 de junho de 2016      |
| 149      | 22       | Ja Rule                 | 2 de junho de 2016      |
| 150      | 23       | Chanel e Sterling XXV   | 9 de junho de 2016      |
| 151      | 24       | Sage the Gemini         | 9 de junho de 2016      |
| 152      | 25       | Sam Sadler              | 16 de junho de 2016     |
| 153      | 26       | Ireland Baldwin         | 16 de junho de 2016     |
| 154      | 27       | Chris "Drama" Pfaff II  | 23 de junho de 2016     |
| 155      | 28       | Chanel e Sterling XXVI  | 23 de junho de 2016     |
| 156      | 29       | Zara Larsson            | 30 de junho de 2016     |
| 157      | 30       | Rae Sremmurd            | 30 de junho de 2016     |

### 8ª Temporada (2016)
| N° serie | N° temp. | Convidado                     | Data de exibição       |
| -------- | -------- | ----------------------------- | ---------------------- |
| 158      | 1        | Chanel e Sterling XXVII       | 7 de julho de 2016     |
| 159      | 2        | Eric Andre II                 | 7 de julho de 2016     |
| 160      | 3        | Rob Gronkowski                | 14 de julho de 2016    |
| 161      | 4        | Chanel e Sterling XXVIII      | 14 de julho de 2016    |
| 162      | 5        | Leona Lewis                   | 21 de julho de 2016    |
| 163      | 6        | Marcus Lemonis                | 21 de julho de 2016    |
| 164      | 7        | Kaitlyn Farrington            | 28 de julho de 2016    |
| 165      | 8        | Hampton Yount                 | 28 de julho de 2016    |
| 166      | 9        | Chanel e Sterling XXIX        | 5 de agosto de 2016    |
| 167      | 10       | Redfoo                        | 5 de agosto de 2016    |
| 168      | 11       | Metta World Peace             | 12 de agosto de 2016   |
| 169      | 12       | Chanel e Sterling XXX         | 12 de agosto de 2016   |
| 170      | 13       | Darrell Wallace Jr.           | 12 de agosto de 2016   |
| 171      | 14       | Chanel e Sterling XXXI        | 12 de agosto de 2016   |
| 172      | 15       | T-Pain                        | 19 de agosto de 2016   |
| 173      | 16       | Chanel e Sterling XXXII       | 19 de agosto de 2016   |
| 174      | 17       | Baddiewinkle                  | 23 de agosto de 2016   |
| 175      | 18       | Chanel e Sterling XXXIII      | 23 de agosto de 2016   |
| 176      | 19       | DeMarcus Ware & Von Miller    | 23 de agosto de 2016   |
| 177      | 20       | Chanel e Sterling XXXIV       | 30 de agosto de 2016   |
| 178      | 21       | Wanda Sykes                   | 30 de agosto de 2016   |
| 179      | 22       | Chanel e Sterling XXXV        | 6 de setembro de 2016  |
| 180      | 23       | Dillon Francis                | 6 de setembro de 2016  |
| 181      | 24       | Dave England                  | 13 de setembro de 2016 |
| 182      | 25       | Bryan Callen & Brendan Schaub | 13 de setembro de 2016 |
| 183      | 26       | Chanel e Sterling XXXVI       | 20 de setembro de 2016 |
| 184      | 27       | Jerry Springer                | 20 de setembro de 2016 |
| 185      | 28       | Chanel e Sterling XXXVII      | 27 de setembro de 2016 |
| 186      | 29       | Jolene Van Vugt               | 27 de setembro de 2016 |
| 187      | 30       | Chanel e Sterling XXXVIII     | 27 de setembro de 2016 |

### 9ª Temporada (2017)
| N° serie | N° temp. | Convidado                | Data de exibição        |
| -------- | -------- | ------------------------ | ----------------------- |
| 188      | 1        | Chanel e Sterling XXXIX  | 20 de janeiro de 2017   |
| 189      | 2        | Jamie Bestwick           | 20 de janeiro de 2017   |
| 190      | 3        | Chanel e Sterling XL     | 27 de janeiro de 2017   |
| 191      | 4        | Clinton Sparks           | 27 de janeiro de 2017   |
| 192      | 5        | Chanel e Sterling XLI    | 3 de fevereiro de 2017  |
| 193      | 6        | Ehren McGhehey           | 3 de fevereiro de 2017  |
| 194      | 7        | Chanel e Sterling XLII   | 10 de fevereiro de 2017 |
| 195      | 8        | Steve Wilkos             | 10 de fevereiro de 2017 |
| 196      | 9        | Chanel e Sterling XLIII  | 17 de fevereiro de 2017 |
| 197      | 10       | Michael Crossland        | 17 de fevereiro de 2017 |
| 198      | 11       | Teyana Taylor            | 24 de fevereiro de 2017 |
| 199      | 12       | Chanel e Sterling XLIV   | 3 de março de 2017      |
| 200      | 13       | The Chainsmokers         | 10 de março de 2017     |
| 201      | 14       | Chanel e Sterling XLV    | 17 de março de 2017     |
| 202      | 15       | Vic Mensa                | 24 de março de 2017     |
| 203      | 16       | Chanel and Sterling XLVI | 31 de março de 2017     |
| 204      | 17       | Jessie J                 | 7 de abril de 2017      |

## Críticas e Recepção
Ridiculousness foi recebido com um misto de críticas positivas dos críticos e recebeu uma classificação média de 7,3 no TV.com

## Versões internacionais
| País            | Nome                             | Emissora                    | Lançado                | Ref    |
| --------------- | -------------------------------- | --------------------------- | ---------------------- | ------ |
| Chile           | "Ridículos Chile"                | Canal 13                    | 6 de fevereiro de 2015 | [ 9 ]  |
| França          | "Ridiculous Made In France"      | MTV França                  | 5 de maio de 2016      | [ 10 ] |
| Espanha         | "Vergüenza Ajena: Made in Spain" | MTV Espanha                 | 9 de maio de 2016      | [ 11 ] |
| Brasil          | "Ridículos"                      | MTV (Brasil)                | 7 de junho de 2016     | [ 12 ] |
| África do Sul   | "Ridiculousness África"          | MTV Base                    | 13 de julho de 2016    | [ 13 ] |
| México          | "Ridículos MTV"                  | MTV Latinoamérica           | 18 de julho de 2016    | [ 14 ] |
| Suécia          | "Ridiculousness Sverige"         | MTV Suécia                  | 28 de agosto de 2016   | [ 15 ] |
| Polônia         | "Niemożliwe Made In Poland"      | MTV Polônia                 | 11 de setembro de 2016 | [ 16 ] |
| Itália          | "Ridiculousness Itália"          | MTV Itália                  | 20 de setembro de 2016 | [ 17 ] |
| Holanda Bélgica | "Dutch Ridiculousness"           | MTV Países Baixos e Bélgica | 27 de novembro de 2016 | [ 18 ] |

## Ligações Externas
- «Sítio oficial» (em inglês)